# Санде, Франсиско де
Франсиско де Санде (исп. Francisco de Sande, 1540 — 12 сентября 1602) — испанский чиновник, колониальный администратор.
Франсиско де Санде родился примерно в 1540 году в Касересе, его родителями было Педро де Санде и Франсиска Пикон. В 1558 году он отправился для изучения права в Саламанку, а затем в Севилью. 18 июня 1868 года Франсиско де Санде был назначен алькальдом по уголовным делам в королевскую аудиенсию Мехико, некоторое время также исполнял там обязанности налогового инспектора. 30 апреля 1572 года он был назначен ойдором (судьёй) Королевской аудиенсии Мехико.
В 1574 году Франсиско де Санде был назначен губернатором и генерал-капитаном Филиппин, и приступил к обязанностям с 25 августа 1575 года. В том же году Педро де Санчес, заложив столицу провинции Камаринес, назвал её Нуэва-Касерес в честь родного города нового губернатора. Франсиско де Санде попытался наладить добрососедские отношения с Брунейским султанатом, и попросил разрешения на проповедь христианства, в то же время потребовав, чтобы Бруней прекратил распространение ислама на Филиппинах. Султан Брунея не согласился, и два года спустя испанцы поддержали его свержение, причём Франсиско де Санде лично возглавил военную экспедицию.
В июне 1580 года Франсиско де Санде завершил службу на Филиппинах и вернулся в Королевскую аудиенсию Мехико. В 1593 году он был назначен в Королевскую аудиенсию Гватемалы, а с 1597 года стал президентом Королевской аудиенсии Сантафе де Боготы, и оставался в этой должности вплоть до своей смерти в 1602 году.